# 柳村
柳村（やなぎむら）は、長崎県五島列島の北部、小値賀島にかつて存在した北松浦郡の村。1926年（大正15年）4月に近隣の村と合併を行い、小値賀村となった。
現在の小値賀町の北西部にあたる。

## 地理
五島列島北部に位置する小値賀島の北西部、および納島、斑島等を主な村域とする。
- 島嶼：小値賀島、納島、斑島
- 山：番岳

## 沿革
- 1889年（明治22年）4月1日 - 町村制施行に伴い、柳村が単独村制施行して北松浦郡柳村が成立。
- 1926年（大正15年）4月1日 - 笛吹村・前方村・柳村が合併して小値賀村となり、柳村は自治体として消滅。

## 地名
郷を行政区域とする。柳村は1889年の町村制施行時に単独で自治体として発足したため、大字は無し。
- 納島郷
- 浜津郷
- 斑島郷
- 柳郷

上記4郷は現在も小値賀町の行政区として存続している。